# Wilton M. Krogman
Wilton Marion „Bill“ Krogman (* 28. Juni 1903 in Oak Park, Illinois; † 4. November 1987 in Lititz, Pennsylvania) war ein US-amerikanischer Anthropologe. Er gilt als Pionier einer biologischen, forensischen und dentalen Anthropologie. Seine Bücher The Growth of Man, The Human Skeleton in Forensic Medicine und Child Growth galten als Standardwerke.
Krogman wurde als Kind deutscher Einwanderer geboren; er hatte drei Geschwister, darunter seinen zweieiigen Zwilling. Er erwarb 1929 an der University of Chicago einen Ph.D. in Anthropologie. Hier war er auch ein Jahr lang als Dozent tätig. Nach einem Forschungsaufenthalt bei Arthur Keith am Royal College of Surgeons in London erhielt er 1931 eine erste Professur an der Western Reserve University Medical School. Weitere akademische Stationen waren wieder die University of Chicago (1938–1947) und die University of Pennsylvania, wo er von 1947 bis 1971 Direktor des Philadelphia Center for Research in Child Growth war. Sein Nachfolger dort war Solomon H. Katz, das Institut erhielt W. M. Krogman Center for Research in Child Growth and Development als Namen. Nach seiner Emeritierung an der University of Pennsylvania war Krogman noch wissenschaftlich an der H. K. Cooper Clinic, Lancaster, dem Hershey Medical Center und dem Children’s Hospital of Philadelphia tätig, wo er sich vor allem der Erforschung der Lippen-Kiefer-Gaumenspalte widmete.
Krogman wurde 1933 in die American Association for the Advancement of Science und 1966 in die National Academy of Sciences gewählt. 1955 erhielt er ein Ehrendoktorat der Baylor University, 1969 der University of Michigan und 1979 der University of Pennsylvania. William M. Bass gehörte zu seinen Schülern.
Krogmans Arbeiten werden auch mehr als 30 Jahre nach seinem Tod noch regelmäßig zitiert. Laut Datenbank Scopus, die Zitationen überwiegend erst aus der Zeit nach den 1970er Jahren erfasst, hat er (Stand Dezember 2020) einen h-Index von 16.